# بخش آروسون، شهرستان کیتسون، مینه سوتا
بخش آروسون (به انگلیسی: Arveson Township) یک منطقهٔ مسکونی در ایالات متحده آمریکا است که در شهرستان کیتسان، مینه‌سوتا واقع شده‌است.
 بخش آروسون ۸۹٫۶ کیلومتر مربع مساحت و ۱۰۰ نفر جمعیت دارد و ۳۲۴ متر بالاتر از سطح دریا واقع شده‌است.